# Ümit Kurt
Ümit Kurt (* 2. května 1991, Osmaniye, Turecko) je turecký fotbalový obránce. Od roku 2013 hraje v tureckém klubu Sivasspor.

## Reprezentační kariéra
V říjnu 2014 jej trenér turecké fotbalové reprezentace Fatih Terim poprvé nominoval do A-týmu.